# Festival di Castrocaro 1976
Il festival di Castrocaro del 1966 è condotto da Mike Bongiorno.

## La Manifestazione
L'edizione del 1976, presentata da Mike Bongiorno e vinta dal complesso I COLLAGE con la canzone Due ragazzi nel sole, vide affermarsi anche diverse voci nuove, come il cantautore Walter Foini.

## Cantanti in gara
- Strana Sensazione - Ricordi
- Mauro Galati - Un volo
- Loretta Contadini - Viva lei
- I Caelestium - Sotto la pioggia
- Marcello Scichilone - Questo amore
- La Prima Fase Innamorati noi
- Walter Foini - Pazza e innocente
- Giulia del Bono - Non si può morire dentro
- I Collage - Due ragazzi nel sole
- Alvaro Guglielmi - Pà tte
- Luca Santovito - Una cosa, un gioco in più
- V.I.P. 76 - Tea for two